# Sean Yseult

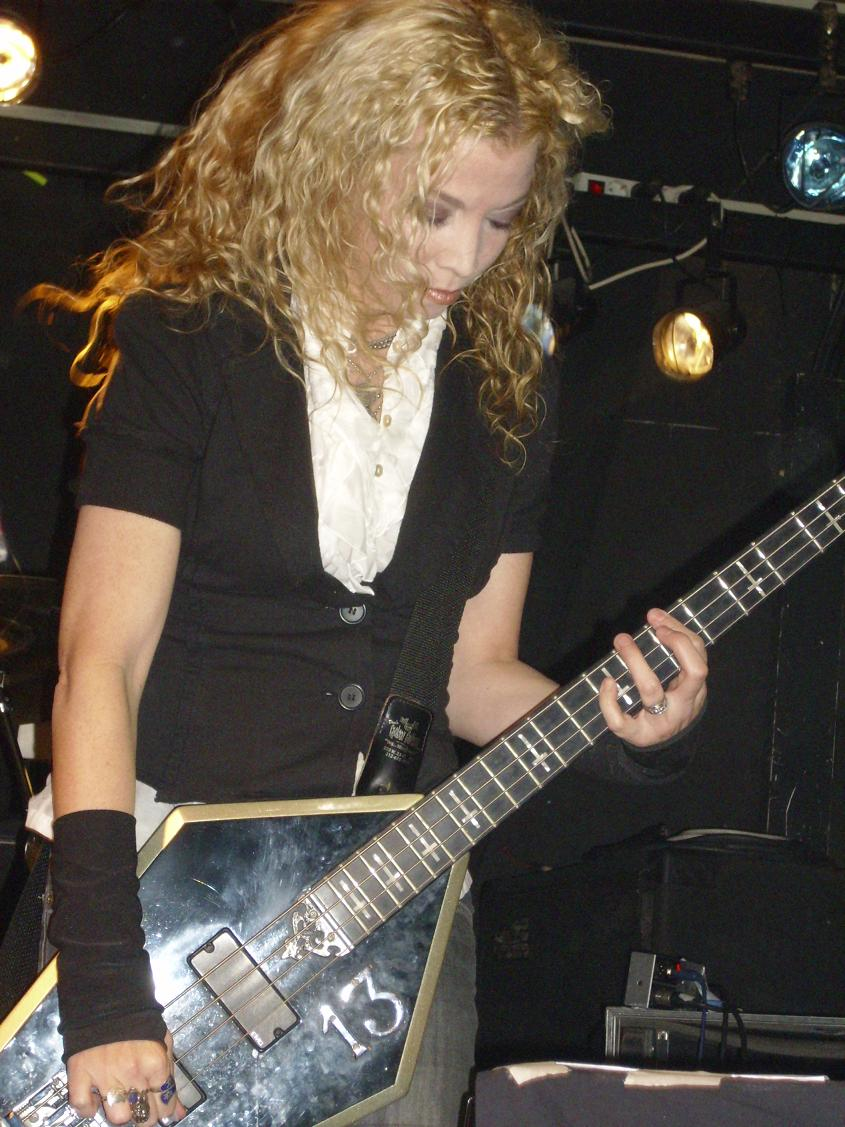
Sean Yseult nei Rock City Morgue, presso la Sala Gruta 77 (Madrid), 11 aprile 2010

Sean Yseult, pseudonimo di Shauna Reynolds (North Carolina, 6 giugno 1966), è una musicista statunitense che ha suonato vari strumenti con diverse band dalla metà degli anni '80. È nota soprattutto per aver suonato il basso nei White Zombie e nei Star & Dagger.

## Biografia
I suoi genitori erano entrambi professori universitari inglesi. Sua madre, Ann Reynolds, insegnava la poetica di Geoffrey Chaucer, mentre suo padre, Michael South Reynolds, era un esperto della vita di Ernest Hemingway.
L'atmosfera nella casa di famiglia era bohémien, con artisti e studiosi che si riunivano per profonde conversazione e socializzazione. I genitori di Yseult hanno portato lei e sua sorella a molti eventi artistici.
Prima dei suoi giorni come bassista, Yseult ha studiato belle arti e balletto mentre frequentava la North Carolina School of the Arts.

## Carriera musicale

### Primi anni / White Zombie
Yseult ha suonato il basso nei White Zombie per 11 anni prima che si sciogliessero nel 1998.
Ha formato i Famous Monsters nel 1995, gruppo che comprendeva anche Katie Lynn Campbell, bassista dei C'mon di Toronto.
Nel 1996, ha partecipato insieme a Jay Yuenger alla tribute band dei Germs chiamata Ruined Eye.
Dopo lo scioglimento dei White Zombie nel settembre 1998, Yseult ha iniziato a suonare il basso per la band Rock City Morgue.

### Post-White Zombie
Nel 2006 Yseult ha suonato brevemente il basso e seguito in tour The Cramps.
Il 1 novembre 2010, Yseult ha pubblicato I'm in the Band, un libro contenente diari e foto del tour, oltre a dettagliare i suoi undici anni trascorsi come membro dei White Zombie.
Quando nel 2011 Rock N Roll Experience Magazine ha chiesto a Yseult perché non fosse coinvolta nel cofanetto White Zombie, la sua risposta è stata: "È stato un po' un vaffanculo per me e J., il che è stato un po' strano dato che eravamo i 2/3 della band, ma comunque..."

## Carriera nel design e fotografia
Yseult si è laureata in graphic design presso la Parsons The New School For Design di New York City ed ha iniziato a mostrare la sua arte nelle gallerie dal 2002.
Nel 2006 Yseult ha iniziato anche una linea di design con carta da parati, cuscini, sciarpe con la sua grafica disegnata a mano.
Le mostre in galleria includono città quali New York City, Los Angeles, San Francisco e New Orleans.
Yseult è stato anche membro di The Rawk Show - Fine Art by Musicians, in Texas, tra gli altri spettacoli.
Nel 2018 Yseult ha debuttato con una mostra fotografica, intitolata "They All Axed for You", alla Boyd Satellite Gallery di New Orleans.

## Vita privata
Yseult si è trasferita a New Orleans nel 1996, dopo lo scioglimento dei White Zombie. Ha sposato il musicista dei Supagroup Chris Lee il 12 gennaio 2008 a New Orleans, dove vive.
Con il marito, nel 2002 ha fondato e poi gestito un dive bar popolare tra artisti e musicisti, The Saint, nel Garden District di New Orleans.